# Gigi (pièce de théâtre)
Pour les articles homonymes, voir Gigi.
Gigi est une pièce de théâtre adaptée du roman homonyme de Colette par Anita Loos et créée en anglais le 24 novembre 1951 au Fulton Theatre de New York dans une mise en scène de Raymond Rouleau, avec Audrey Hepburn dans le rôle-titre.
Traduite en français par Colette en 1953, elle est créée le 24 février 1954 au théâtre des Arts.

## Fulton Theatre, 1951
Du 24 novembre 1951 au 31 mai 1952 au Fulton Theatre (New York)
- Mise en scène : Raymond Rouleau
- Décors : Raymond Sovey

Avec
- Audrey Hepburn : Gigi
- Cathleen Nesbitt : Alicia de Saint-Efflal, la tante de Gigi
- Josephine Brown : Madame Alvarez dite « Mamita », la grand-mère de Gigi
- Doris Patston : Andrée, la mère de Gigi
- Michael Evans : Gaston Lachaille
- Francis Compton : Victor
- Bertha Belmore : Sidonie

## Théâtre des Arts, 1954
Création française le 24 février 1954 au Théâtre des Arts
- Mise en scène : Jean Meyer
- Décors et costumes : Suzanne Lalique

Distribution
- Évelyne Ker : Gigi
- Alice Cocéa (puis Arletty en tournée) : Alicia de Saint-Efflal
- Marcelle Praince : Madame Alvarez
- Madeleine Rousset : Andrée
- Jacques Dacqmine (puis Michel Gatineau) : Gaston Lachaille
- Jean Perret : Victor

Comptes rendus
- La plus élégante soirée de la saison, Paris-Presse, 24 février 1954, p. 1.
- Gigi au théâtre des arts, Paris-Presse, 25 février 1954, p. 7G.

## Théâtre Antoine, 1960
Du 25 mars au 29 mai 1960 au théâtre Antoine.
- Mise en scène : Robert Manuel

Avec
- Françoise Dorléac : Gigi
- Gaby Morlay : Alicia de Saint-Efflal
- Huguette Duflos : Madame Alvarez
- Lisette Jambel : Andrée
- Jacques Berthier : Gaston Lachaille
- Robert Moor : Victor

## Théâtre du Palais-Royal, 1965
Du 17 juin au 22 août 1965 au théâtre du Palais-Royal.
- Mise en scène : Jean-Michel Rouzière
- Décors : Jacques Marillier
- Costumes : Pierre-Marie Rudelle
- Musique originale : Georges van Parys

Avec
- Muriel Baptiste : Gigi
- Renée Saint-Cyr : Alicia de Saint-Efflal
- Alice Tissot : Madame Alvarez
- Jacqueline Ricard : Andrée
- Paul Guers : Gaston Lachaille
- Philippe Dehesdin : Victor

## Théâtre des Célestins, 1984
Du 6 ou 21 octobre 1984 au théâtre des Célestins.
- Mise en scène : Jean Meyer
- Décors et costumes : Suzanne Lalique

Avec
- Marie-Sophie Pochat : Gigi
- Françoise Fabian : Alicia de Saint-Efflal
- Micheline Presle : Madame Alvarez
- Corinne Le Poulain : Andrée
- Michel Duchaussoy : Gaston Lachaille
- Robert Chazot : Victor

## Théâtre des Nouveautés, 1985
À partir du 9 août 1985 au théâtre des Nouveautés.
- Mise en scène : Jean Meyer
- Décors et costumes : Suzanne Lalique

Avec
- Marie-Sophie Pochat (puis Anne Jacquemin) : Gigi
- Danielle Darrieux : Alicia de Saint-Efflal
- Suzanne Flon : Madame Alvarez
- Corinne Le Poulain : Andrée
- Bernard Alane : Gaston Lachaille
- Michel Chantegris : Victor

## Théâtre Daunou, 2013
À partir du 25 janvier 2013 au théâtre Daunou.
- Mise en scène : Richard Guedj

Avec
- Coline D'Inca : Gigi
- Pascale Roberts : Inès Alvarez
- Axelle Abbadie : Alicia de Saint-Efflal
- Sophie de La Rochefoucauld : Andrée
- Yannick Debain : Gaston Lachaille
- Xavier Delambre : Victor

Reprise au théâtre de l'Odéon à Marseille avec la même distribution sauf Sylvie Flepp (Alicia de Saint-Efflal), Ludovic Baude (Gaston Lachaille) et Marwan Berreni (Victor).

## Autour de la pièce
- C'est Colette qui a choisi Audrey Hepburn, alors inconnue, pour créer le rôle principal dans la version anglaise. Pressentie pour l'adaptation musicale d'Alan Jay Lerner et Frederick Loewe, réalisée par Vincente Minnelli en 1958, elle déclina la proposition au profit de Leslie Caron. Elle collaborera néanmoins avec Lerner et Loewe en 1964 pour l'adaptation cinématographique de leur plus grand succès : My Fair Lady.
- Colette ne connaîtra pas la version musicale de Gigi, étant morte six mois après la création française de sa pièce.